# Zhang Yang (Regisseur)
Zhang Yang (chinesisch 張楊 / 张杨, Pinyin Zhāng Yáng; * 1967) ist ein chinesischer Regisseur. Größere Bekanntheit erlangte er 1998 mit der Independent-Produktion Aiqing Malatang (爱情麻辣烫 englisch Spicy Love Soup), die sowohl an den chinesischen Kinokassen, als auch auf internationalen Filmfestivals sehr erfolgreich war.
Zhang Yangs Vater ist der Regisseur Zhang Huaxun (张华勋).
Zhang Yang wuchs in Peking auf, besuchte bis 1988 die Sun-Yat-sen-Universität in Guangzhou, die er mit einem Bachelor in Chinesischer Literatur abschloss und wechselte dann auf die „Zentrale Hochschule für Theater“ (中央戏剧学院), an der er 1992 seinen Abschluss machte.

## Filmographie (Auswahl)

### Regie
- Pishengshang de Hun – Soul on a String (皮绳上的魂, 2016)
- Gangrenboqi – Paths of the Soul (冈仁波齐, 2015)
- Feiyue Laorenyuan – Full Circle (飞越老人院, 2012)
- Wuren Jiashi – Driverless (无人驾驶, 2010)
- Nicht ohne meine Leiche – Getting Home (落叶归根, 2006)
- Xiangrikui – Sunflower (向日葵, 005)
- Zuotian – Quitting (昨天, 2001)
- Xizao – Shower (洗澡, 1999)
- Aiqing Malatang – Spicy love soup (爱情麻辣烫, 1998)

### Darsteller
- Kaiwang Chuntian de Ditie (2002) – Spring Subway (开往春天的地铁, 2002)